# すすめ!!パイレーツ
『すすめ!!パイレーツ』は、江口寿史による日本の漫画。『ストップ!! ひばりくん!』と並ぶ江口の代表作である。

## 作品解説
1977年 - 1980年、『週刊少年ジャンプ』（集英社）に連載された。単行本全11巻、集英社漫画文庫版全11巻、ワイド版全6巻、文庫版全6巻。ほか、完全版が全4巻刊行、廉価版が発売予定 。廉価版と完全版は、小学館が発行している。
プロ野球チーム「千葉パイレーツ」とその選手達を中心に描いた野球漫画。従来の野球漫画のほとんどがシリアスな熱血スポ根物だったのに対し、徹底した不条理ギャグを貫き、同時期に『週刊少年ジャンプ』に連載されていた『1・2のアッホ!!』と並んで「野球ギャグマンガ」というジャンルの先駆者となった。廉価版では、オリジナリティを尊重して、「キチガイ」等の差別用語は、差し替えることなくそのまま収録されている。
弱小球団と言うよりは、もはや球団として成立しているのかすら怪しい千葉パイレーツだが、連載が進むにつれ選手層が充実、いわゆる群集劇となった。キャラクターが増加し続けることにより、いつしか出番がほとんどなくなるキャラクターも少なくなく、それを逆手に取ってネタに使用したこともある。
笑いどころとしては、野球ネタよりも際どいまでの他作品のパロディで、『巨人の星』、『ウルトラマン』シリーズ、『銀河鉄道999』をはじめ、トーマス・マンの「ヴェニスに死す」やフランツ・カフカの「変身」「断食芸人」などの文芸作品に至る様々な有名作品がネタとして用いられている。そのため文庫版以降は著作権表記が欄外に記載されることとなる。加えて内輪ネタも多く、作者本人やアシスタントはもちろん、担当編集者もたびたび登場していたほか、同時期にジャンプで連載していた先輩マンガ家たちを勝手に出した回もあった。こうしたネタが充実している事もあり、同時期に連載されていた他のギャグ漫画殆どに見られた一発ギャグは、当作ではかなり少ない。
また当時の世相風俗を反映したものも多く、登場キャラクターがキャンディーズやピンクレディ、石野真子といったアイドルの扮装をしたり、YMOやクラフトワークなどが、背景や、試合中継の場面で「実況のラルフです」などと出てきたりとかなり当時としてはコアなミュージシャンをモチーフに使うことも多い。この辺は作者である江口の趣味が色濃く反映されているものである。同時期に週刊少年チャンピオンで連載されていた鴨川つばめの「マカロニほうれん荘」の扉絵デザインへの意識も見られる。
不条理で破天荒なギャグが多い中、ごくまれに真面目な話の回も存在しており、全般を通したストーリーの構成も全くなかったわけではないことを伺わせている。
「ぶりっ子」という流行語は、本作の中で用いられた「かわいこぶりっこ」という言葉から生まれたものである。

## あらすじ
千葉県流山市をホームタウンとするプロ野球チーム千葉パイレーツは、千葉県出身の選手のみで構成されたチーム。富豪・九十九里の出資により創設されたが、九十九里オーナーの極端な浪費グセが祟って資金が底をつき、球団経営が悪化。有力選手も軒並み球団を去り、いつしか弱小お荷物球団となっていた。そんな惨状に対し、富士一平は自らの左腕で常勝チームに変えるべく、パイレーツに入団することになる。しかしそんな熱血少年である一平は、犬井犬太郎らパイレーツの選手にとってはいじり甲斐のある人物に過ぎなかった……。

## 書誌
- 『すすめ!!パイレーツ』全11巻 集英社〈ジャンプ・コミックス〉、1979年1月 - 1981年7月。
- 『すすめ!!パイレーツ』全11巻 集英社〈集英社漫画文庫〉、1979年5月 - 1981年7月。
- 『すすめ!!パイレーツ』全6巻 ホーム社〈ジャンプコミックスセレクション〉、1986年9月 - 1987年2月。
- 『すすめ!!パイレーツ』全6巻 角川書店〈角川文庫〉、1996年4月 - 8月。
- 『すすめ!!パイレーツ』全2巻（『江口寿史 Jump Works』第2 - 3巻） 集英社インターナショナル、2005年10月 - 12月。 CD-ROM 付。
- 『すすめ!!パイレーツ 完全版』全4巻 小学館クリエイティブ、2008年9月 - 11月。
- 『すすめ!!パイレーツ』全2巻 小学館クリエイティブ〈Rare mix comics〉、2012年10月 - 11月。 （廉価版）

## 関連作品
- 8時半の決闘

同じ作者による第6回赤塚賞準入選作であり、犬井と猿山が解説者とアナウンサーという設定で登場する野球ギャグマンガ。本作品の原型の一つであり、ジャンプコミックス版単行本の第1巻にも収録されていた。第1巻の解説は漫才ブームでブレイクする直前のツービート。単行本解説には他にも、若人あきら、ゆーとぴあ、B&B等が担当している。なお原稿は当時の担当編集者が自宅にて保管していたのを2025年に発見し、49年ぶりに作者に返却されている。
- 大正週間漫画 ゲラゲラ45

舞台劇化されたことがあるが、わずか数回だったこともあり、余り知られていない。
- 劇画それからのパイレーツ

『週刊少年ジャンプ』の愛読者賞作品として描かれた読み切り。なお雑誌掲載時と単行本収録時ではラストの部分が異なり、雑誌掲載時には「宇宙編に続く」というギャグがひっそりと書かれていた。それまでの刊行では必ず本編末尾に収録されていたこの作品だが、2008年の「完全版」（小学館クリエイティブ刊）では作者の意向により省かれている。
- スペースパイレーツ

その関係で『劇画それからのパイレーツ』と同じく、愛読者賞作品として週刊少年ジャンプに前編のみ掲載。ただし、登場人物が同じなだけでストーリーは全く関係ない、宇宙を舞台にしたSFギャグマンガなので、厳密には本作の続編と言えない。後編は2015年現在、いまだに執筆されていない。1994年に発売された短編集『江口寿史のお蔵出し』に収録。
- 江口寿史の日の丸劇場

『フレッシュジャンプ』に発表されたオムニバス連載。その一編である「粳寅一家の花嫁さん」には、その後の満太郎と奈々が登場する（パイレーツ等は出て来ない）。これは奈々が粳寅組の跡取りの嫁としてふさわしいかどうか確かめる為、粳寅一族の親戚一堂が集合するという話。彼らの名前と顔は説明するまでもなくウルトラ兄弟そのままで、ゾフィーやアストラなど、執筆当時最新だったウルトラ兄弟がフォローされていた。1994年に発売された短編集『江口寿史のお蔵出し』に収録。
- COMIC CUE

江口が編集長を務める漫画雑誌。「他のメディアと比べ余り行われておらず遅れている」という江口の発案により、漫画のリメイクが多数掲載された。リメイクというのは固有名詞だけ借りたものから、絵も話も原作に忠実なものまで様々だったが、『パイレーツ』自体がやまだないとによって、後者のパターンで描かれた。
- 世にも奇妙な物語

作中の一編「史上最大の生中継」が、玉置浩二出演の「ハイ・ヌーン」の原作となっている。